# ASジャミネイロ
ASジャミネイロ（エイエス・ジャミネイロ AS Jamineiro、旧 アフロスター・ジャミネイロ Afro Star Jamineiro）は、新潟県新潟市を拠点に活動している社会人サッカークラブ。
チーム名の｢ジャミネイロ｣は、ジャミというニックネームの青年が、草サッカーの試合で同じミスを繰り返し連発し、チームは敗戦。試合後、一人泣き濡れる姿にチームメイトが感銘を受け、これは本格的にサッカーをやらねばと決意。せっかくなら南米（ブラジル）スタイルを目指そうと、いかにもブラジルっぽい響きのクルゼイロECと合わせ、「ジャミネイロ」と命名。

## 歴史
アルビレックス新潟のJ1昇格に沸く2003年秋にアルビレックス新潟のサポーターを中心とした草サッカー好きらが集まり結成。2004年から新潟県リーグ4部に登録。リーグ参戦初年度は大敗が続き1勝しかできず最下位であった。この成績をもって監督の篠崎徹は1シーズンで解任。翌年、クラブ発足時から部長、平成国際部長を歴任してきた小野直樹が監督に就任した。2005年は最下位を脱したものの、わずか2勝に留まり責任を取る形で小野は辞任。2006年シーズンは、浅妻信がプレーイングマネージャーとして監督に就任した。浅妻はトレーニングの改善や選手補強に手腕を発揮しチームを4位に躍進させる。以後、2007年新潟県リーグ4部Aの2位となり3部Aに昇格。2008年には2部昇格。2009年に1部昇格と毎年昇格を重ねた。2010年には新潟県リーグ1部で優勝を決め、北信越サッカー県リーグ決勝大会（北信越チャレンジリーグ）に進出、2位の成績で北信越フットボールリーグへの昇格を果たした。しかし北信越の壁は高く、2011年はわずか2勝に終わり1年での降格となった。
県リーグ1部への出戻りシーズンとなった2012年は序盤2試合で勝ち点2と低調なスタートとなった。しかしもはや伝統と言えるポゼッションスタイルに新戦力も徐々にフィット。後半の失速・失点は相変わらずであったが、それをしのぐゲーム内容を見せ怒涛の4連勝で首位に立つ。最終節はまさかのラストプレーでミスから期待通りに失点。相変わらずの勝負弱さを露呈したが、得失点差で渋く優勝を手にした。ただし、あまりに渋い優勝のため、祝勝会は中止になった。北信越チャレンジリーグでは2位となり、1年で北信越リーグ復帰を果たす。
結成10年目となった2013年シーズンはかねてからの課題であった好ゲーム中での連続失点癖を改善するべく、東京都国体選手の経験もあるGK勝部和気の補強に成功。すると飛躍的に守備が強化され、2013年シーズンの総失点数は同リーグ2位の実績を残す。ASジャミネイロ＝守備に難点のあるチームと認識していた周囲のチームは、もはや守備のチームと化したASジャミネイロに度肝を抜かれる形となった。内容に結果が付いてくる形でシーズンを戦い6勝2分6敗で4位となり、過去最高成績で北信越リーグ2部に残留した。
元々、アルビレックスのサポーターが中心となって結成されたチームであるが、その後、現役を引退し、新潟に戻ってきた元アルビレックス選手が所属するなど、アルビレックス新潟とサポーターを結ぶ立ち位置を持つチームであると同時に、古町のカフェなど、それまでサッカーに全く興味のない人をも巻き込んだサブカルチャーの香り漂うチームである。所属選手も、元Jリーガーから元アルビレオ新潟、元野球部、市議会議員、芸人、アルビレックスのコールリーダーまで多種多彩。

## チーム成績･歴代監督

### リーグ戦
| 年度 | 所属       | 順位 | 勝点 | 試合 | 勝 | 分 | 敗 | 得点 | 失点 | 差  | 監督     |
| 2004 | 新潟県4部A | 10位 | 4    | 10   | 1  | 1  | 8  |      |      |     | 篠崎徹   |
| 2005 | 新潟県4部B | 8位  | 8    | 9    | 2  | 2  | 5  | 14   | 14   | 0   | 小野直樹 |
| 2006 | 新潟県4部B | 4位  |      |      |    |    |    |      |      |     | 浅妻信   |
| 2007 | 新潟県4部A | 2位  |      |      |    |    |    |      |      |     | 浅妻信   |
| 2008 | 新潟県3部A | 優勝 | 21   | 9    | 7  | 0  | 2  | 22   | 17   | 5   | 浅妻信   |
| 2009 | 新潟県2部  | 2位  | 22   | 9    | 7  | 1  | 1  | 33   | 9    | 24  | 浅妻信   |
| 2010 | 新潟県1部  | 優勝 | 16   | 7    | 5  | 1  | 1  | 29   | 6    | 23  | 浅妻信   |
| 2011 | 北信越2部  | 8位  | 7    | 14   | 2  | 1  | 11 | 15   | 45   | -30 | 浅妻信   |
| 2012 | 新潟県1部  | 優勝 | 14   | 7    | 4  | 2  | 1  | 19   | 11   | 8   | 浅妻信   |
| 2013 | 北信越2部  | 4位  | 20   | 14   | 6  | 2  | 6  | 27   | 22   | 5   | 浅妻信   |
| 2014 | 北信越2部  | 3位  | 21   | 14   | 6  | 3  | 5  | 26   | 28   | -2  | 浅妻信   |
| 2015 | 北信越2部  | 5位  | 15   | 14   | 4  | 3  | 7  | 26   | 34   | -8  | 浅妻信   |
| 2016 | 北信越2部  | 5位  | 15   | 14   | 4  | 3  | 7  | 17   | 35   | -18 | 浅妻信   |
| 2017 | 北信越2部  | 7位  | 8    | 14   | 2  | 2  | 10 | 18   | 43   | -25 | 浅妻信   |
| 2018 | 新潟県1部  | 6位  | 10   | 9    | 3  | 1  | 5  | 22   | 28   | -6  |          |
| 2019 | 新潟県1部  | 3位  | 19   | 9    | 6  | 1  | 2  | 31   | 14   | 17  |          |
| 2020 | 新潟県1部  | 優勝 |      |      |    |    |    |      |      |     |          |
| 2021 | 北信越2部  | 7位  | 14   | 14   | 4  | 2  | 8  | 24   | 30   | -6  | 浅妻信   |
| 2022 | 新潟県1部  | 優勝 |      | 9    |    |    |    |      |      |     |          |
| 2023 | 北信越2部  | 7位  | 14   | 13   | 3  | 4  | 7  | 18   | 40   | -22 | 浅妻信   |
| 2024 | 新潟県1部  | 優勝 | 21   | 9    | 7  | 0  | 2  | 25   | 9    | 16  | 浅妻信   |

### 全国クラブチームサッカー選手権大会
- 出場1回

| 回 | 年月日         | 時期     | 会場                     | スコア | 対戦相手                        |
| 17 | 2010年10月31日 | 2回戦    | 新潟聖籠スポーツセンター | 3-1    | 龍野FC (兵庫)                   |
| 17 | 2010年11月1日  | 準々決勝 | サンスポーツランドしばた | 0-2    | アンソメット岩手・八幡平 (岩手) |

## タイトル

### リーグ戦
- 新潟県サッカーリーグ1部：5回
  - 2010年、2012年、2020年、2022年、2024年

## 所属選手・スタッフ
2023年

### スタッフ
| 役職             | 名前     | 前職                | 備考                            |
| 代表             | 浅妻信   | ASジャミネイロ 選手 | ASジャミネイロ創設者 代表兼監督 |
| 監督             | 浅妻信   | ASジャミネイロ 選手 | ASジャミネイロ創設者 代表兼監督 |
| ヘッドコーチ     | 長島敦久 | 新潟蹴友会 選手     |                                 |
| コーチ           | 角直也   | ASジャミネイロ 選手 |                                 |
| コーチ           | 阿部孝亨 | ASジャミネイロ 選手 |                                 |
| コーチ           | 朴成仁   | ASジャミネイロ 選手 |                                 |
| コーチ           | 神田修吉 |                     |                                 |
| フィジカルコーチ | 山上泰明 | ASジャミネイロ 選手 |                                 |

### 選手
| Pos | No. | 選手名       | 前所属           | 備考 |
| GK  | 1   | 太田和輝     | 新潟経営大学     |      |
| GK  | 12  | 平田瑛士     | NIIGATA J.S.C    |      |
| GK  | 47  | 内山将       | 加茂暁星高校     |      |
|     |     |              |                  |      |
| DF  | 2   | 小嶋健       | 新潟江南高校     |      |
| DF  | 5   | 桾澤海       | グランセナ新潟FC |      |
| DF  | 16  | 深澤秀文     | 専修大学         |      |
| DF  | 23  | 堀川空       | 日本文理高校     |      |
| DF  | 24  | 岡田祐緒     | 日本文理高校     |      |
| DF  | 26  | 齋藤駿佑     | 新潟向陽高校     |      |
|     |     |              |                  |      |
| MF  | 4   | 大野伊吹     | 新潟西高校       |      |
| MF  | 7   | 原田拓       | '05加茂FC        |      |
| MF  | 10  | 伊藤史紀     | 新潟経営大学     |      |
| MF  | 14  | 須田航       | 十日町FC         |      |
| MF  | 18  | 柏倉優       | 新潟経営大学     |      |
| MF  | 19  | 諸橋誇雲     | 日本文理高校     |      |
| MF  | 22  | 佐々木広海   | 新潟西高校       |      |
| MF  | 25  | 佐々木蓮太郎 | '05加茂FC        |      |
| MF  | 28  | 宮村達也     | 東京学館新潟高校 |      |
| MF  | 31  | 田中優       | 新潟経営大学     |      |
| MF  | 36  | 神山瑛央     | '09経大FC        |      |
| MF  | 40  | 熊谷清太     | 巻高校           |      |
|     |     |              |                  |      |
| FW  | 8   | 五百澤洸介   | 新潟経営大学     |      |
| FW  | 9   | 長谷川翔太   | 高志高校         |      |
| FW  | 11  | 渡辺大河     | 新潟工業高校     |      |
| FW  | 13  | 真保瑠輝     | 新潟明訓高校     |      |
| FW  | 17  | 小澤敦哉     | 東京学館新潟高校 |      |
| FW  | 30  | 小林陽翔     | 巻高校           |      |
| FW  | 46  | 加藤風人     | 新潟経営大学     |      |

## 歴代所属選手
- 梅山修
- 井上公平
- 木寺浩一
- 長谷川翔太（ステラミーゴいわて花巻）
- 森下英矢（NAMARA）

## ユニフォーム
結成初年度に当たる2004年は秋口までオリジナルTシャツでの参戦であったが秋口にようやくアスレタの1stユニフォームが届く。しかし県リーグ等の正規のリーグレギュレーションを理解しないまま作ったユニフォームであったため「緑-白のストライプ」という禁断のカラーであった。
2008年よりセカンドユニを導入。横縞ストライプという当時としては珍しいデザインだが、このユニフォームは2005年まで新潟県1部リーグに所属していたFC JEROSのユニフォームを譲り受けたものであった。
2011年より諸問題をクリアすべく現在のメインカラーとなっているジャミネイログリーンの配色にチェンジ。
2014年よりJOMA（ホマ）が正式にユニフォームサプライヤーとなり、北信越2部にしてユニフォーム提供を受ける事になった。胸スポンサーは東京のプロモーション事務所である「エイヤード」が、背中スポンサーには「かるべ鍼灸接骨院」とフットサル専門店の「QUARTO」が入った。またチームエンブレムも刷新されている。

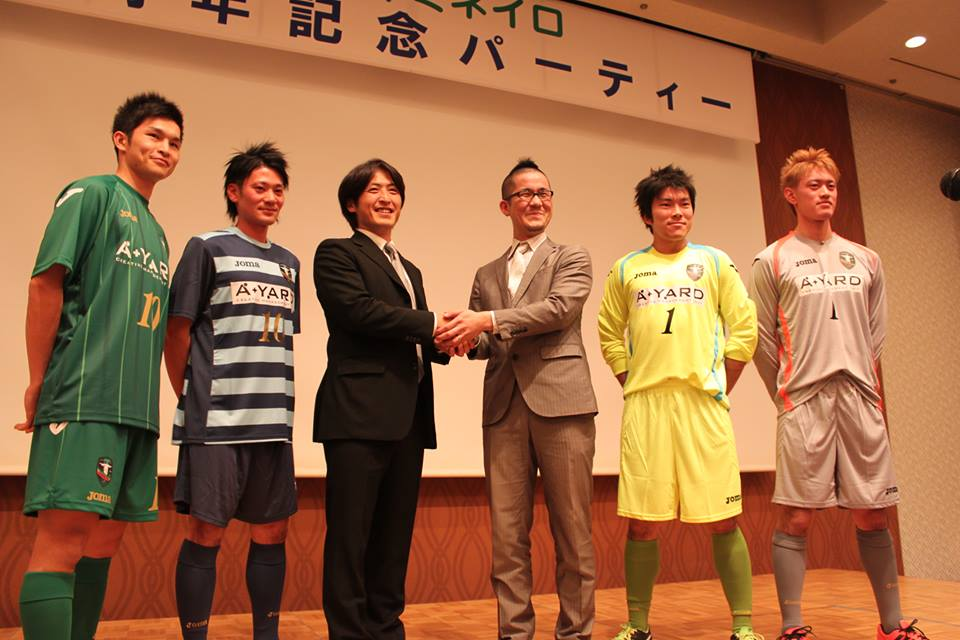
ジャミネイロ新ユニフォーム発表会

### チームカラー
- ジャミネイログリーン

## スポンサー
- エイヤード

- かるべ鍼灸接骨院

院長の苅部俊男(かるべ としお)はジャミネイロのスポーツトレーナー兼メディカルスタッフでもある。その治療スタイルから「アミバ」と呼ばれ、地域住民に親しまれている。少林寺拳法全国大会に三度出場。
- QUARTO

店長は新潟サッカー界の貴公子として名高い堀川貴康（ほりかわ　たかやす）。法人化前のアルビレオ新潟に在籍していた。現在はジャミネイロに在籍している。
クアルト自体はフットサルショップでフットサルチーム「cabella NIIGATA F3」をサポートしているがチームメンバー同士の交流が深い事もあり、サッカーチームとしてはASジャミネイロをサポートしている。

## サポーター
チーム結成初年度よりウルトラJBと呼ばれる熱狂的サポーターが応援に駆け付け、熱いサポートを送ってきた。JBとは「ジャミネイロ・ボーイ」の略。サポーターグループとして有名なURAWA BOYSと異なり単数形である。理由は「一人だから」とのこと。近年は出没回数も減ってきてはいるものの、クラブ史上最高の大一番となった北信越チャレンジリーグの最終戦では、ガラガラのバックスタンド芝生席を自由自在に走り回るなど、アウェイ長野の地で熱狂的なサポートを披露。見事チームを地域リーグ昇格に導いた。でも、その段階でもやっぱり単数であった。

## エピソード
- 元々は、なんとなく格好いいという理由だけで、ジャミネイロの前に「AS」を付けた。「アフロスター・ジャミネイロ」で登録したのは、登録用紙にカナをふる必要があったためであくまで「洒落」であったが、代表が公式の場であまりにも多くの人に「アフロさん」と呼ばれるのを嫌って、「エイエス」を宣言した。
- 2004年、2005年のシーズンはジャミネイロに負けたチームはすべて翌年解散。「このチームに負けたら終わり」というある意味「デスノート」的なチームであった。実際、この年まで1勝するごとに大宴会を開いていたという。
- 初代監督の篠崎徹は、チーム名を決めるときの飲み会にたまたま同席していて、「選手じゃないけど黙っていると結構いい男だし」という理由だけで酒の力を借りた勢いで就任。その後東京に転勤になり初年度はわずか1試合、しかもベンチに入らず観客席でビールを飲みながら観戦という体たらく。ところがその試合が初年度唯一の勝利試合だったため、シーズン終了後実績を理由に続投を訴えたが、満場一致で解任された。
- 初年度はシーズン前に発注したユニフォームがなかなか届かず、結局、シーズンのほとんどをTシャツ[6]で戦った。雨の日のゲームは悲惨だった。
- 門戸を大きく開いたチームの象徴的なエピソードであるが、チーム創設時、一般応募で45歳の素人のアルビレックスサポーター[7]が入ってきた。4部リーグは交代が7人制だったため、とりあえずFWとして先発させ、ボールタッチしたら交代しようという配慮の下で試合出場を果たしたが、なかなかボールに触れず苦戦は明らかであった。そんな中、味方の絶妙なスルーパスが炸裂。ベンチから歓声が上がったが、その瞬間突如彼が姿を現し、そのボールをカット。あっという間にチャンスを潰した。その後、交代を命じられたが、スター選手のように両手を頭の上で叩きながら退場していった。
- 3部優勝を飾った2007年シーズンはシーズンイン直前の段階で正GKがアキレス腱損傷。控えキーパーがいなかったためGKはタニマチ会員[8]から選手に強制的に登録させられたパンサー会員であった。しかし会員改めパンサー選手はサッカー経験ゼロのど素人にもかかわらず全試合フル出場と2部リーグ昇格に貢献しシーズン終了後見事MVPに選ばれた。
- 北信越リーグでは惨敗する試合が多かった。しかし決して全てが通用していなかったわけではなく、チャンスメイクやボールポゼッションでは対戦相手とほぼ互角に渡り合うシーンも多くみられた。シーズン中盤以降は歯車が狂い始め、ひとたび失点するとわずか数分の間に2点3点と立て続けに失点する「ジャミネイロタイム」を連発。大量失点での負け試合が恒例となってしまった。